# Баур, Родион Христианович
Родион Христианович Боур (Христиан Феликс, варианты фамилии — Бауэр, Боур, Baur, Bauer; 1667, местечко под городом Хузум, Германия — 1717, Украина) — русский генерал от кавалерии (1717), сподвижник Петра I, участник Северной войны.

## Биография
Выходец из известной шведской дворянской фамилии, переселившихся в Германию, из которой в свое время вышли несколько успешных военачальников, в частности, фортификационный инженер, автор ряда технических инноваций в области крепостного дела Федор Виллимович Баур.
Христиан Феликс родился в селении под городком Хузум в Гольштейне, начал военную службу в шведском драгунском полку, который дислоцировался в Лифляндии. В начале Северной войны в чине ротмистра участвовал в обороне Нарвы от русских.

### Переход на русскую службу
Незадолго до неудачной для русской армии битвы под Нарвой (1700) перешёл на сторону русских.

30 сентября ротмистр шведской службы голштинец Бауер (известный впоследствии генерал от кавалерии Родион Христианович), убив на поединке товарища, бежал в русский лагерь; от него узнали, что в крепости было 1.300 человек пехоты, 200 конницы и 400 граждан; что провианта и дров довольно, но по малолюдству караул с контрэскарпов снят, а наплавные к лагерю мосты уничтожены.— П. Потоцкий. Гвардия русского царя под Нарвой в 1700 и 1704 гг. СПб. 1890.
Баура допрашивал сам Пётр I, которому он открылся, что состоит на службе саксонского курфюрста и польского короля Августа II и направлен в Нарву шпионом. Состоявший при Петре саксонский генерал Алларт подтвердил эту информацию. Приобретя доверие русского царя, Баур направлен с дипломатическим поручением к Августу II. Вернувшись в Россию в 1701 году, получил чин майора, а в августе 1701 года получил в командование Преображенский драгунский полк и чин полковника.
В кампании 1702 года под началом Б. П. Шереметева участвовал в поражении шведского генерал-майора В. А. Шлиппенбаха при Гуммельсгофе, затем во взятии Мариенбурга, где в плен попала сирота Марта Скавронская (в будущем — российская императрица Екатерина I). Баур первым оказал ей покровительство и, таким образом, именно ему будущая императрица обязана будущим своим счастьем.
В 1703 году участвовал во взятии Ниеншанца и закладке Санкт-Петербурга, в 1704 году участвовал в осаде и взятии Дерпта.

### Курляндия, Польша, Псков
В кампании 1705 года под началом Б. П. Шереметева сражался в Курляндии, командуя бригадой из трёх полков (своего, князя Мещерского и князя Волконского) в чине генерал-майора, отличился при разорении Митавы 12 июля. Вскоре участвовал в неудачном сражении при Гемауэртгофе 15 (26) июля 1705 года. Когда Главная русская армия покинула Курляндию и ушла к Гродно, оставлен в ней с 7 драгунскими полками под началом генерал-поручика Г. Г. фон Розена. В апреле 1706 года, после трудного отступления Главной русской армии из Гродно, вынужден был оставить Курляндию и соединиться с отступившей на восток русской армией.
Осенью 1706 года под началом А. Д. Меншикова отправился в Польшу, где принял активное участие в победе над шведами при Калише.
В кампании 1707 года Р. Х. Баур взял Быхов, гарнизон которого принял сторону Станислава Лещинского, заслужил при этом чин генерал-поручика от кавалерии. В 1708 году корпус Баура сосредоточился в районе Пскова; начавшийся в этом году Русский поход Карла XII через территорию Великого княжества Литовского на Москву заставил Баура переместиться на юг.

### Русский поход Карла XII
После форсирования Днепра в районе Могилёва в августе 1708 года шведы двинулись к Смоленску. Корпус Баура получил приказ контролировать движение неприятеля, переместился на юг и имел бой с кавалерийским отрядом во главе с самим Карлом XII у Раёвки в 70 км от Смоленска. После этого боя, едва не стоившего жизни шведскому королю, шведы повернули на юг, в Северские земли и Малороссию, отказавшись от прямого наступления на Москву.
Шведский корпус генерала А. Л. Левенгаупта, шедший из Лифляндии на соединение с Карлом XII, вынужден был догонять уходящую шведскую армию, однако был настигнут русским корволантом под началом русского царя Петра I. Баур, получив приказ срочно идти в поддержку корволанту, успел вовремя и принял активное участие в сражении при Лесной. В ходе сражения Баур был тяжело ранен пулей в рот, которая вышла через шею со стороны затылка. От ранения у него отнялась рука и нога, в беспамятстве он пробыл два дня. Даже в декабре 1708 Баур ещё не мог владеть правой рукой.
Сии птенцы гнезда Петрова —

В пременах жребия земного

В трудах державства и войны

Его товарищи, сыны:

И Шереметев благородный,

И Брюс, и Боур, и Репнин,

И, счастья баловень безродный,

Полудержавный властелин.
Восстановившись к лету 1709 года, Баур участвовал в Полтавской битве, командуя частью драгунских полков, расположенных у редутов, затем, после ранения генерал-поручика К. Э. Ренне, принял командование над кавалерией правого фланга русской армии. После бегства шведской армии с поля боя возглавил преследование и под началом А. Д. Меншикова участвовал в принуждении её к капитуляции у Переволочны. За заслуги пожалован поместьями и получил портрет царя с бриллиантами для ношения на шее.

### Прибалтийская кампания
С осени 1709 года командовал кавалерией в армии генерал-фельдмаршала Б. П. Шереметева, с октября 1709 по июнь 1710 года участвовал в осаде Риги, затем в завоевании Эстляндии. 14 августа 1710 года взял Пернов, затем занял остров Эзель и принудил к капитуляции шведский гарнизон Ревеля.

### Кампании 1711—1717 годов
В первой половине 1711 года полки под началом Баура привлекли для организации защитного кольца вокруг Санкт-Петербурга против шведов; его кавалерия поступила в распоряжение А. Д. Меншикова.
В начале 1712 года Баур с полками направлен в Померанию. В кампании 1713 года Баур участвует в осаде Тоннингена в Голштинии, затем Штеттина. Следующие полтора года Баур командует всей русской кавалерией на территории Польши, после чего его вызвали в Копенгаген, где Пётр I решает организовать блиц-высадку в Шонию в 1716 году с целью нанести окончательное поражение сопернику в южно-балтийском секторе, тревожа шведов в непосредственной близости от их исконных владений.
Последний год жизни Баур командовал дивизией на Украине. Незадолго до смерти получил чин генерала от кавалерии.
Его сын Родион-Феликс Боур (Родион Родионович; 1706—1733) также служил в русской армии, был женат на дочери генерала Романа Виллимовича Брюса.